# Ducat d'Aquitània
El Ducat d'Aquitania fou una jurisdicció feudal de França. Inicialment districte militar regit per un dels comtes, va derivar al segle ix cap a un poder feudal hereditari.
Amb els merovingis fou un ducat. Desideri, duc vers el 574, fou lleial a Khilperic de Nèustria, i el 584, a la mort del rei, va donar suport a Gondobald, pretès fill de Clotari I (ex rei de Soissons) que estava refugiat a la cort de l'Imperi Romà d'Orient i havia retornat a reclamar els seus drets, i que va obtenir també el de molts altres nobles com Gontra Bosó, suposat duc d'Alvèrnia; Gondobald es va proclamar rei a Aquitània a la ciutat de Brive, però derrotat a Lió, la rebel·lió es va acabar i molts dels nobles revoltat van ser executats (Gontra Bosó va fugir); Desideri va ser perdonat per Fredegunda però a l'any següent va voler ampliar els seus dominis cap a la Septimània visigoda, que s'havia revoltat, i va morir en un combat a Carcassona el 587.

## Regne d'Aquitània
El 628 fou erigida en regne per a Caribert II, fill de Clotari II, que va establir la capital a Tolosa i es va casar amb Gisela, la filla del duc de Gascunya. El 631 el va succeir el seu fill Khilperic, encara al bressol, que fou assassinat segurament per instigació de Dagobert d'Austràsia, però un suposat Bogis o Boggis, germà petit de Khilperic, i el seu germà encara més petit Betran, foren reconeguts duc (vers 636 o 637). Sembla demostrat que aquestos ducs no van existir i que la carta d'Alaó es falsa i, per tant, la situació a Aquitània vers 640 a 660 és desconeguda.

## Ducat d'Aquitània
Van ser després ducs el tolosà Fèlix (vers 660-673) i Llop I de possible origen basc, un dels seus fidels. A Llop I el va succeir
Eudes I o Odó I, segurament el seu fill, que vers el 692 no reconeixia cap autoritat i va fer expedicions a la Septimània visigoda; aliat a Nèustria contra Austràsia, Odó el Gran va ser reconegut com a rei per Khilperic II, en canvi d'una vassalitat nominal; enfrontat a Carles Martell, fou derrotat (719) i va signar la pau (720). El 9 (o 10) de juny de 721, Eudes va guanyar la batalla de Tolosa contra els àrabs, ambe un fort ajut de tropes bascones; fou la primera victòria major d'un sobirà crestià contra els musulmans. El Papa va celebrar la victòria amb presents, va declarar el duc-rei d'Aquitània campió de Cristianisme i va solidificar la seva independència.
El 725 va pactar amb el valí berber Othman ibn Naissa "Munuza" (hi ha diversas versions de la fi de la vida de Munuza) una treva, maridant la seva filla Lampègia amb ell, i va tornar a lluitar contra Carles Martell amb el que altre cop va fer la pau; el 730 els àrabs van canviar la seva política contra França i van envair el país, i Eudes va quedar neutral, pel fet del seu acord amb Munuza; això va causar la fúria de Carles Martell que va trencar la treva i va envair Aquitània el 731 al mateix temps que els àrabs, que també van trencar la treva a causa del suport d'Eudes al rebel valí de Narbona, l'anomenat Munuza. Amenaçats també els francs pels musulmans, Eudes i Carles Martell van pactar, cosa que no permetia el manteniment de la independència aquitana.
Carles Martell i Eudes van guanyar l'anomenada batalla de Tours o batalla de Poitiers (732) que va posar fi a les incursions musulmanes. Eudes o Odó va morir vers el 735 i el va succeir el seu fill Hunald associat amb sa germà Ató. Carles Martell va reconèixer a Hunald com a duc però aquest es va revoltar el 741 i derrotar va haver de fugir a Gascunya el 742; va passar a l'ofensiva el 743 però el 744 fou derrotat; va fer treure els ulls a sa germà Ató però es va haver de sotmetre el 745, retirant-se a un monestir però deixant el seu fill Waifré com a duc, reconegut pel majordom merovingi Pipí el breu, fill i successor de Carles Martell. La pau va durar fins al 761, any en què Waifré es va revoltar; la guerra va durar set anys i el 768 Waifré fou assassinat suposadament per un emissari de Pipí el breu i el ducat fou incorporat a la Nèustria. Uns mesos després Hunald II, fill de Waifré, es va revoltar però el 769 fou derrotat per Carlemany i va haver de fugir a Gascunya; el duc gascó Llop el va entregar a Carlemany i va rebre el títol de duc d'Aquitània; però un tal Eudes II, potser fill o germà d'Hunald, va seguir la lluita i al morir el 776 el seu fill Ató, fins que el 778 Carlemany va deixar el país pacificat i va declarar abolit el ducat.
Aquitania fou erigida en regne per Carlemany pel seu fill Lluís el Piadós el 781. L'administració reial corresponia a Lluís però el regne formava part del districte militar de Tolosa, i els comtes de Tolosa foren els ducs d'Aquitània que incloïa Septimània, separada el 816. Els successius comtes de Tolosa, legitimistes, foren ducs d'Aquitània fins que el 835 fou adjudicada a Bernat de Septimània. A la seva caiguda el 844 el seu fill es va mantenir com a comte de Tolosa (i duc) per desig del rei d'Aquitània Pipí II. La revolta d'Aquitània (que amb Pipí I i Pipí II s'havia produït sovint (vegeu Regne d'Aquitània) va culminar el 849 quan el magnat Frèdol va entregar el comtat de Tolosa i en va ser nomenat comte i de facto duc d'Aquitània. El 852 Rainulf I fill de Gerard d'Alvèrnia i cosí de Bernat de Gòtia va rebre la investidura fins que cap al 866 fou donat a Bernat Plantapilosa en el curs de la reorganització d'honors del període anomenat dels tres Bernats. A la mort de Plantapilosa el 886, el seu fill Guillem el Piadós d'Alvèrnia i el comte de Poitou, Rainulf II (fill de Rainulf I), es van disputar el títol. El primer es va afermar a la mort del segon el 918, però amb l'extinció de la línia amb Acfred cap al 928, Ebles Manser, comte de Bordeus i Poitou, fill de Rainulf II es va consolidar com a duc. El 934 el comte de Tolosa va assolir el títol ducal, però a la seva mort el 950, el seu successor Guillem Tallaferro ja gairebé el va abandonar i el 979 va quedar en mans de Guillem Braç de ferro comte de Poitou, de la línia de Ebles Manser. A la mort de l'últim duc i comte d'aquesta línia, Guillem XII d'Aquitània, el 1137, la seva filla Leonor es va casar amb el rei Lluís VI de França, però el 1152 el matrimoni fou anul·lat i es va casar llavors amb el seu rival Enric II d'Anglaterra. Els reis d'Anglaterra foren ducs d'Aquitània, que més tard van anomenar Guyena, fins que el 1449 va acabar la conquesta francesa confirmada pel final de la Guerra dels Cent Anys el 1453. El 1472 el rei de França va recrear el ducat de'Aquitania (o Guyena) pel seu germa duc de Berri, però a la seva mort, el 1484 va tornar a la corona.
- Vegeu Ducat de Guiena

## Llista de ducs
- Cram 555-560
- Desconeguts 560-570
- Desideri de Tolosa vers 570-587
- Austrobald de Tolosa 587-589
- Serè de Tolosa c. 589-vers 593 ?
- Desconeguts vers 593-628
- Caribert (II) 628-632 (rei)
- Khilperic 632 (rei)
- Boggis 632-660 (suposadament rei rebel vers 635, reconegut duc vers 636-660 conjuntament amb el seu germà Bertran, probablement personatges ficticis)
- Fèlix 660-670
- Llop I 670-676/688
- Eudes I 679/688-735
- Hunald I 738-745
- Waifré 745-768
- a Pipí el Breu 768
- Hunald II 768-769
- Eudes II 769-776
- Ató 776-778
- Llop II 768-781 (de Gascunya)
- als carolingis 778-781
- Regne d'Aquitània 781-884
- Ducat d'Aquitània 781-1449
- Corsó de Tolosa 781-c. 790 (duc)
- Guillem I de Tolosa 781-806 (nominal fins al 812, duc)
- Bigó de Tolosa 806-816 (duc)
- Berenguer de Tolosa 816-835 (duc i marqués)
- Bernat de Septimània 835-844 (duc i marqués)
- Guillem II de Tolosa 844-850 (duc)
- Frèdol de Tolosa 850-852 (de facto duc)
- Rainulf I (comte de Poitou 839-44) 852-866
- Bernat Plantapilosa 866-886
- Rainulf II (comte de Poitou) 886-893
- Guillem I el Piatós (II comte d'Alvèrnia 886-918) 886-918 (a Aquitània en realitat hauria de ser III però els dos primers no es compten)
- Guillem II el Jove (III comte d'Alvèrnia 918-926) 918-926
- Acfred (comte d'Alvèrnia i Carcassona-Rasès) 926-928
- Ebles Manser (comte de Poitou i comte d'Alvèrnia 928-934) 928-934
- Ramon III Ponç I de Tolosa 934-950
- Guillem III Cap d'Estopa (comte de Poitou 934-63; comte d'Alvèrnia 950-63)950-963
- Guillem IV Braç de Ferro (comte de Poitou 963-995) 963-990
- Guillem V el Gran 990-1029
- Guillem VI el Gros 1029-1038
- Eudes o Odó dit de Gascunya (duc de Gascunya 1032-1040) 1038-1040
- Pere Guillem VII l'Àliga o Aigret 1040-1058
- Guiu Guillem VIII d'Aquitània 1058-1086
- Guillem IX el Jove o el Trobador (1086-1126)
- Guillem X el Tolosà 1126-1137
- Elionor 1137-1204, conjuntament amb:
  - Lluís VII de França 1137-1152 (rei de França, primer espòs d'Elionor)
  - Enric II 1152-1189 (rei d'Anglaterra, segon espòs d'Elionor)
  - Ricard I Cor de lleó 1189-1199 (rei d'Anglaterra, primer fill d'Elionor)
  - Joan sense Terra 1199-1204 (rei d'Anglaterra, segon fill d'Elionor)
- Joan sense Terra 1199-1216 (rei d'Anglaterra)
- Enric III d'Anglaterra 1216-1254 (rei d'Anglaterra)
- Eduard I 1254-1307 (rei d'Anglaterra)
- Eduard II 1307-1325 (rei d'Anglaterra)
- Eduard III 1325-1362 (rei d'Anglaterra)
- Eduard de Woodstock 1362-1375 (príncep d'Anglaterra)
- Ricard II 1377-1399 (rei d'Anglaterra)
- Joan de Gant 1390-1399 (comte de Lancaster)
- Enric V 1399-1422 (rei d'Anglaterra)
- Enric VI 1422-1449 (rei d'Anglaterra)
- A la corona francesa 1449 (1453)-1472
- Duc de Berry 1472-1484
- a la corona francesa 1484